# Candela
Candela község (comune) Olaszország Puglia régiójában, Foggia megyében.

## Fekvése
Foggiától délnyugatra, a Dauniai-szubappenninek területén fekszik.

## Története
A település első írásos említése 1066-ból származik, de a régészeti leletek alapján már az ókorban lakták a vidéket, sőt egyes történészek feltételezik, hogy a római Honoratianum területén alakult ki. A település kezdetben Cava dei Tirreni püspökeinek birtoka volt, majd 1531-től a genovai Doria kereskedőcsalád szerezte meg. A 19. század elején lett önálló község, amikor a Nápolyi Királyságban felszámolták a feudalizmust. 

## Népessége
A népesség számának alakulása:

## Főbb látnivalói
- Purificazione della Beata Vergine Maria-templom - a 16. században épült.
- Madonna del Carmine-templom - a 18. században épült.
- Madonna della Concezione-templom - a 16. században épült.
- Santa Maria delle Grazie-templom - a 15. században épült.
- Madonna dell'Incoronata-templom - a 18. században épült.
- Castello normanno-svevo - a település 12. században épült vára.
- Palazzo Doria - 16. századi nemesi palota.